# Annona mucosa
Annona mucosa är en kirimojaväxtart som beskrevs av Nikolaus Joseph von Jacquin.
Annona mucosa ingår i släktet annonor och familjen kirimojaväxter. Inga underarter finns listade i Catalogue of Life.

## Bildgalleri

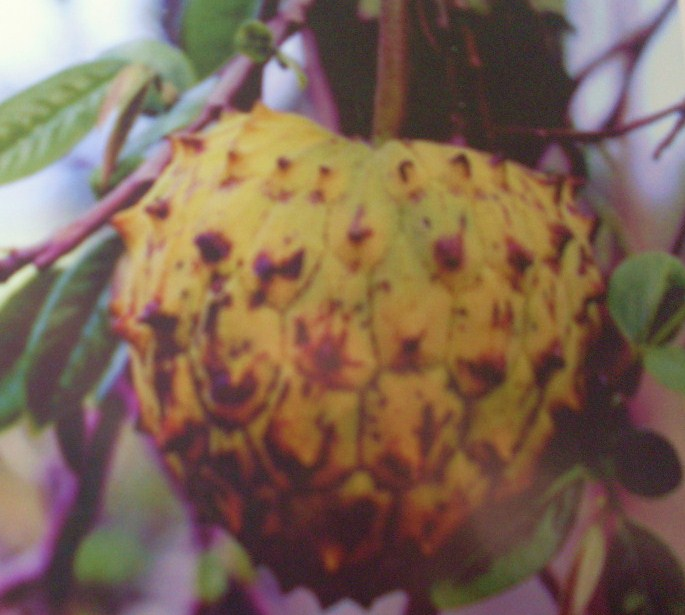